# Krieglach
Krieglach är en ort och kommun  i Österrike. Den ligger i distriktet Bruck-Mürzzuschlag i förbundslandet Steiermark.
Kommunen består av åtta orter (Ortschaften) (inom parentes invånarantal 1 januari 2024):

- Alpl (85)
- Freßnitz (933)
- Freßnitzgraben (0)
- Krieglach (3 162)
- Krieglach-Schwöbing (89)
- Malleisten (108)
- Massing (78)
- Sommer (949)